# Jamie Robinson (rugby à XV)
Pour les articles homonymes, voir Robinson et Jamie Robinson.
Pas d'image ? Cliquez ici

a Compétitions nationales et continentales officielles uniquement.

b Matchs officiels uniquement.
Dernière mise à jour le 30 septembre 2011.
James Peter Robinson, plus simplement connu comme Jamie Robinson, né le 7 avril 1980 à Penarth (pays de Galles), est un joueur de rugby à XV, qui joue avec l'équipe du pays de Galles et avec le SU Agen, évoluant au poste de centre ou d'ailier.

## Carrière

### En club
- ????-2003 : Cardiff RFC
- 2003-2009 : Cardiff Blues
- 2009-2010 : RC Toulon
- 2010-2013 : SU Agen

### En équipe nationale
Il obtient sa première cape internationale le 10 juin 2001 à l’occasion d’un match contre l'équipe du Japon.

## Statistiques en équipe nationale
- 23 sélections
- 35 points (7 essais)
- Sélections par année : 5 en 2001, 4 en 2002, 4 en 2003, 2 en 2006, 8 en 2007.
- Tournois des Six Nations disputés : 2002, 2007